# Svea Irving
Svea Irving (Winter Park, 27 febbraio 2002) è una sciatrice freestyle statunitense, specializzata nell'halfpipe.

## Biografia
Specializzata nell'halfpipe e attiva in gare FIS dal dicembre 2016, la Irving ha debuttato in Coppa del Mondo l'8 dicembre 2017, giungendo 14ª a Copper Mountain. Il 17 febbraio 2024 ha ottenuto il suo primo podio nel massimo circuito, chiudendo la gara di Calgary vinta dalla cinese Eileen Gu in 3ª posizione.

## Palmarès

### Winter X Games
- 1 medaglia:
  - 1 bronzo (superpipe ad Aspen 2023)

### Mondiali juniores
- 1 medaglia:
  - 1 argento (halfpipe a Crans-Montana 2017)

### Coppa del Mondo
- Miglior piazzamento nella Coppa del Mondo generale di freestyle: 7ª nel 2024
- 2 podi:
  - 2 terzi posti